# Загоспромье
Загоспромье — исторический район Харькова, застроенный многоэтажными домами в начале XX века преимущественно в 1930-х годах. Район сформирован вдоль радиальных улиц от улицы Тринклера до Клочковского спуска и от проспекта Независимости до улицы Культуры.

## История района

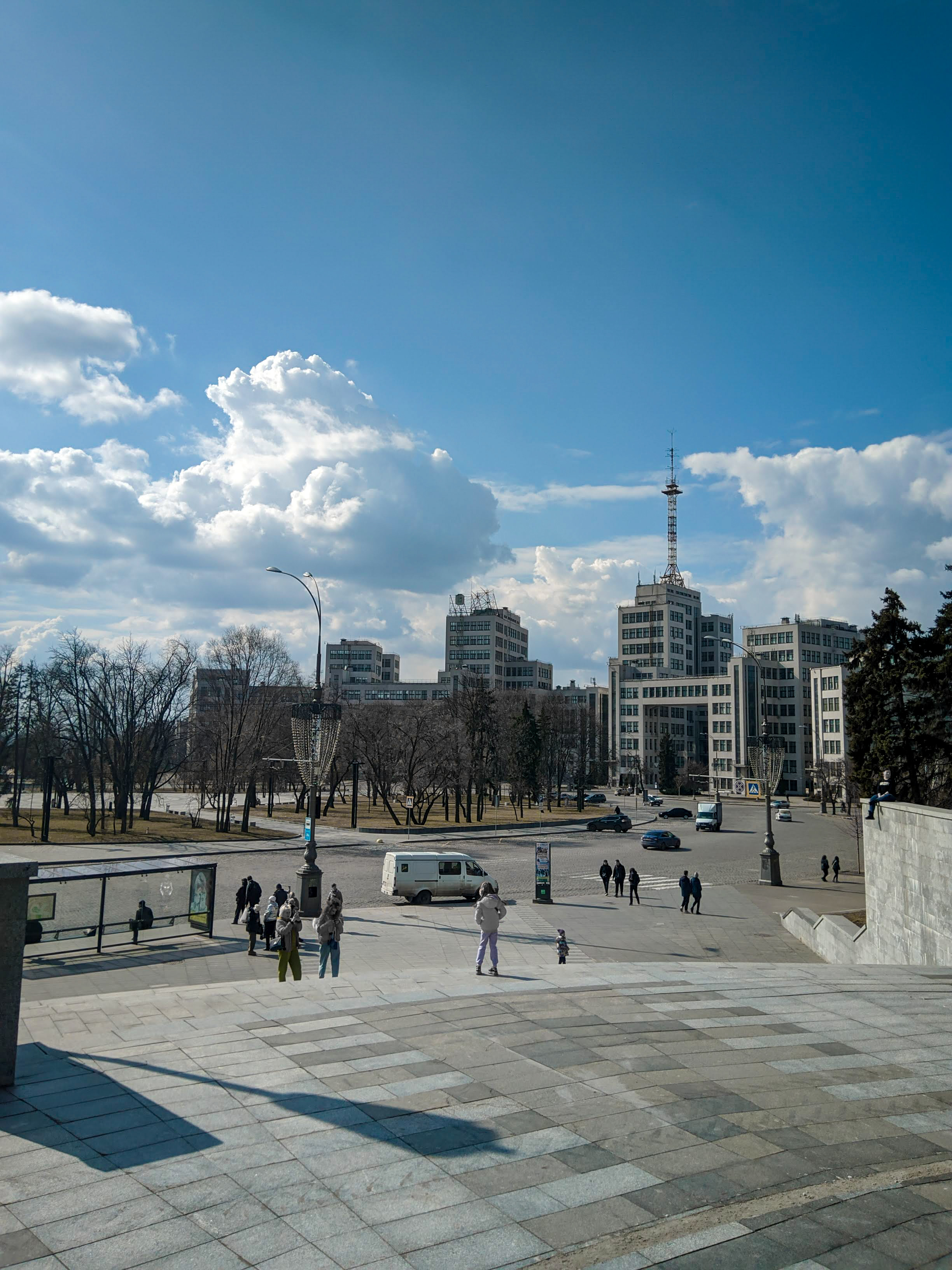
Госпром

Некоторые улицы района, например, улица Культуры, начали формироваться в конце XIX века. Они были застроены одноэтажными частными домами. После захвата города большевиками, установления советской власти и получения городом статуса столицы, мест для размещения государственных учреждений не хватало. Они временно занимали жилые дома в городе.
21 марта 1925 года на заседании Украинского экономического совета было обсуждено строительство нового офисного здания для организаций, руководивших промышленностью УССР. Надо было быстро организовать строительство, чтобы подготовительные работы начались уже в 1925 году. На конкурсе было представлено 19 работ, а победила работа «Незваный гость» инженера-строителя Я. И. Кенского и профессора Харьковского технологического института Александра Молокина.
Строительство началось в 1925 году, а завершилось за 3 года в 1928. Здание получило название «Дом государственной промышленности», а сокращено «Госпром».
В конце 1920-х годов начинается строительство нескольких домов по Госпрому. Новый район получил название "Задержпром'я". Строятся жилые дома: «Табачник», «Дом Специалистов», «Красный промышленник», «Красный партизан», «Красный химик», «Военвид», «Красный портной» и другие. Формируются радиальные улицы: Чичибабина, Данилевского, Культуры, проспект Независимости.
Также открываются школы: 105 (тогда 116) и 131; детсады: 127 и «Солнышко».
После Второй мировой войны в районе строят несколько новых жилых домов в стиле сталинского неоклассицизма и главный корпус Харьковского медицинского университета.

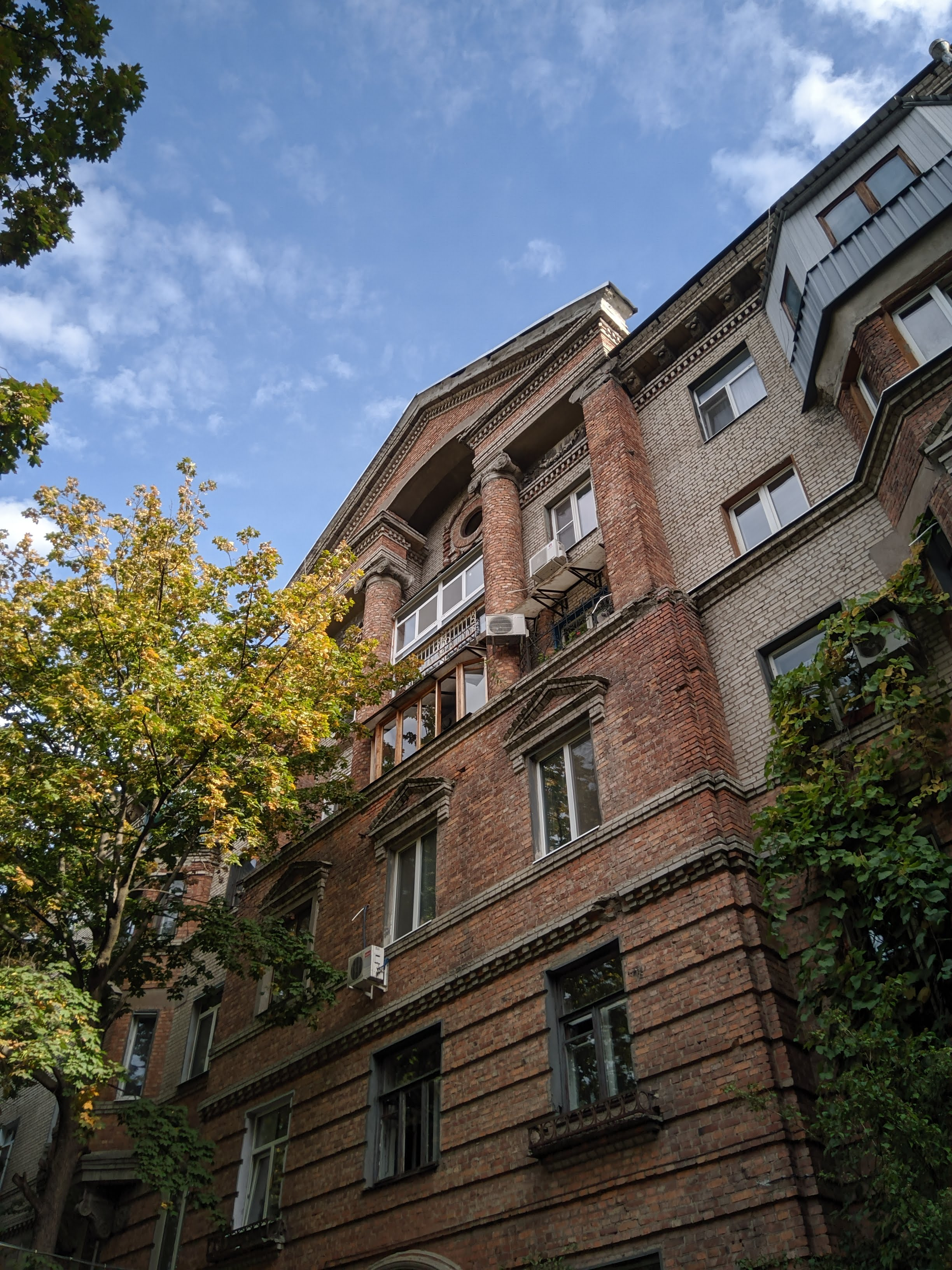
Здание 1950-х годов

В начале XXI века сносят два здания детского сада и строят там ЖК «Садовая горка», а на месте части дома по ул. Чичибабина, 7 строится новый многоквартирный дом, разрушающий общий вид района.
После начала широкомасштабного вторжения России в Украину район несколько раз обстреливался российскими военными. Среди других пострадал дом «Слово», дом «Табачник», Госпром.

## Достопримечательности архитектуры

### Дом «Слово»
Здание, спроектированное Михаилом Дашкевичем в строительном обществе «Укрпайбуд» в архитектурных формах, занимающих промежуточное место между модерном и конструктивизмом. Расположено на улице Культуры, 9. По форме она напоминает букву "С" (Слово). В здание заселяли украинскую интеллигенцию. В мае 1933 года — с арестом жителя дома Михаила Ялового начинается волна репрессий против деятелей украинской культуры, которая впоследствии получает название «Расстрелянное возрождение». 21 августа 2019 года Постановлением Правительства Украины жилой дом «Слово» был внесен в Государственный реестр недвижимых памятников Украины.

### Дом «Военвед»
Жилой дом Военного ведомства («Военвед») находится на улице Чичибабина, 1. Он был построен в 1937 г. по проекту украинского архитектора Петра Ефимовича Шпары и при консультации академика Алексея Николаевича Бекетова. Памятник архитектуры и градостроительства местного значения №571.

### Дом «Красный промышленник»
Расположен на проспекте Независимости, 5. Построен в 1930 году по проекту архитектора С. М. Кравца. Памятник архитектуры и градостроительства местного значения №40.

### Дом «Табачник»
Расположен на проспекте Независимости, 1. Строился с 1927-1931 года по проекту архитектора Александра Захаровича Когана. Памятник архитектуры и градостроительства местного значения №31.

### Жилой дом с магазином
Дом по улице Данилевского, 19 построен в 1953 году. Памятник архитектуры и градостроительства местного значения №29.

### Главный корпус университета
Строительство здания по проспекту Науки, 4 начато до войны, а завершено в 1952 году. Авторами здания были архитекторы Г. Орехова и П. Арешкин. Здание построено в стиле советского неоклассицизма и является памятником архитектуры и градостроительства местного значения №37.

### Харьковский апелляционный хозяйственный суд
Здание клиники нервных болезней было построено в 1911-1912 годах по проекту архитектора В. В. Величко. Сейчас в нем находится суд. Памятник архитектуры и градостроительства местного значения №598..

### Дома областной клинической больницы
Дома по адресу проспект Независимости 11 и 13 являются памятниками архитектуры (5 зданий). Они построены в конце XIX - начале XX века.

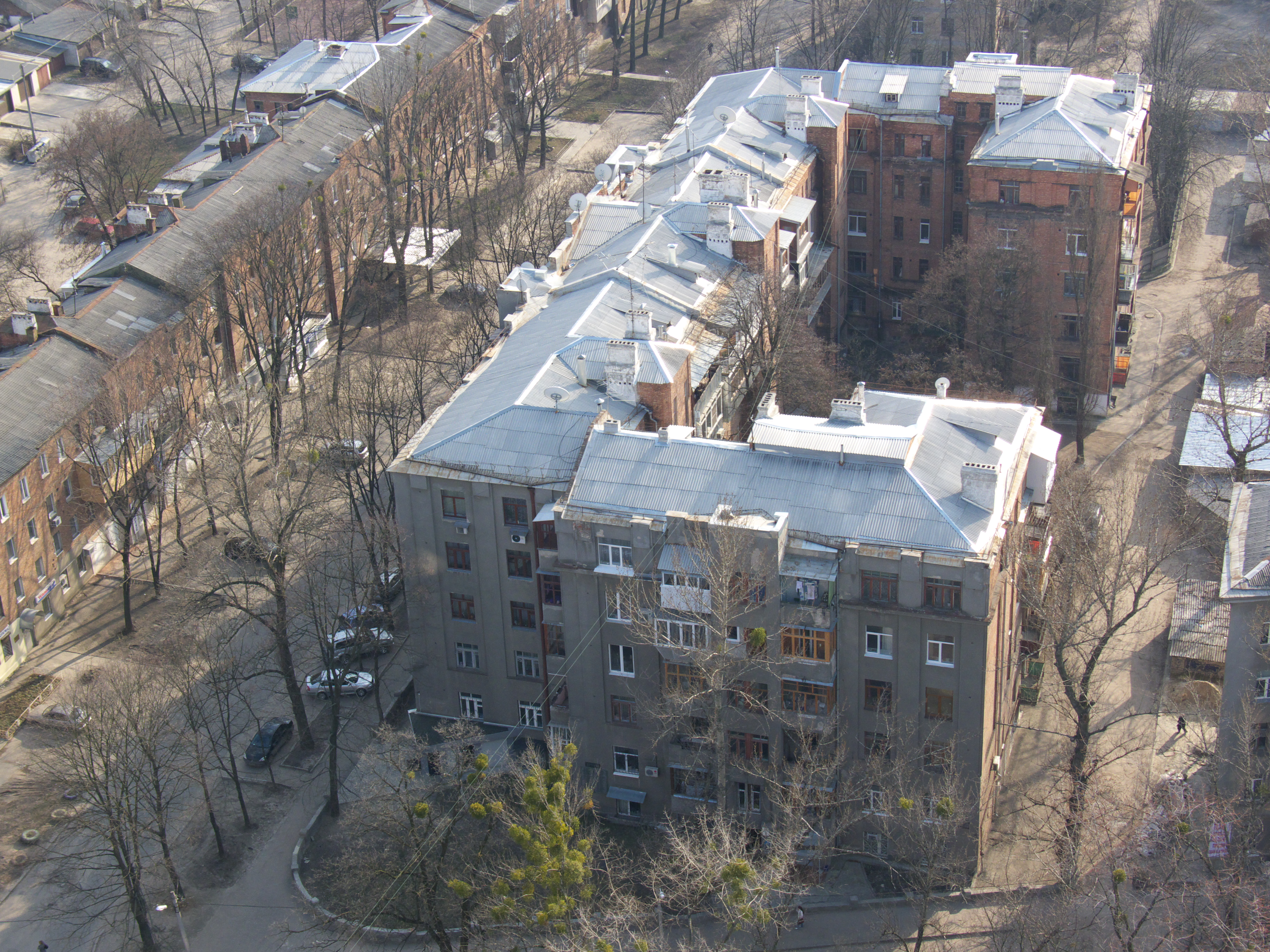
Дом «Слово»
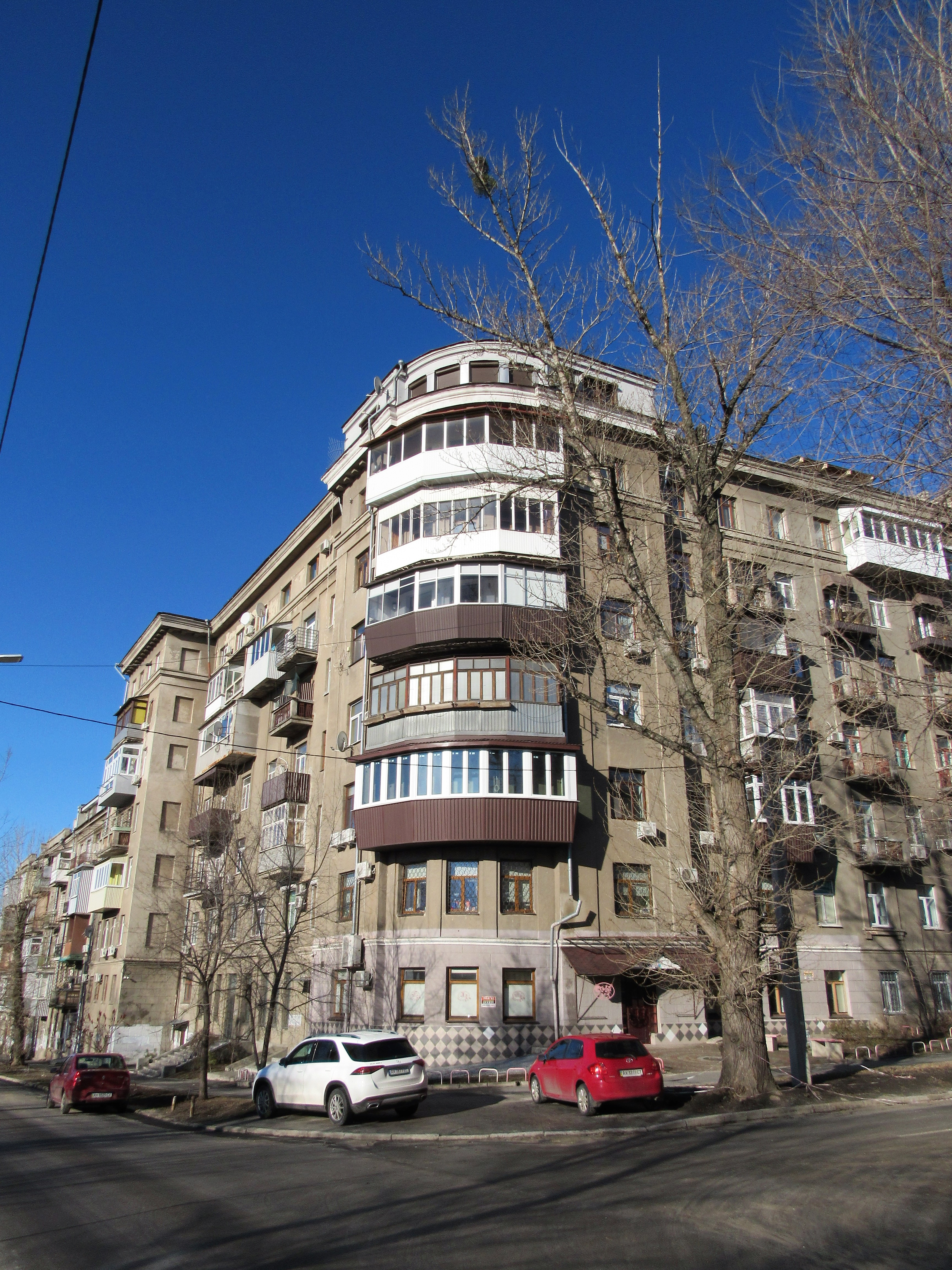
Дом «Военвед»
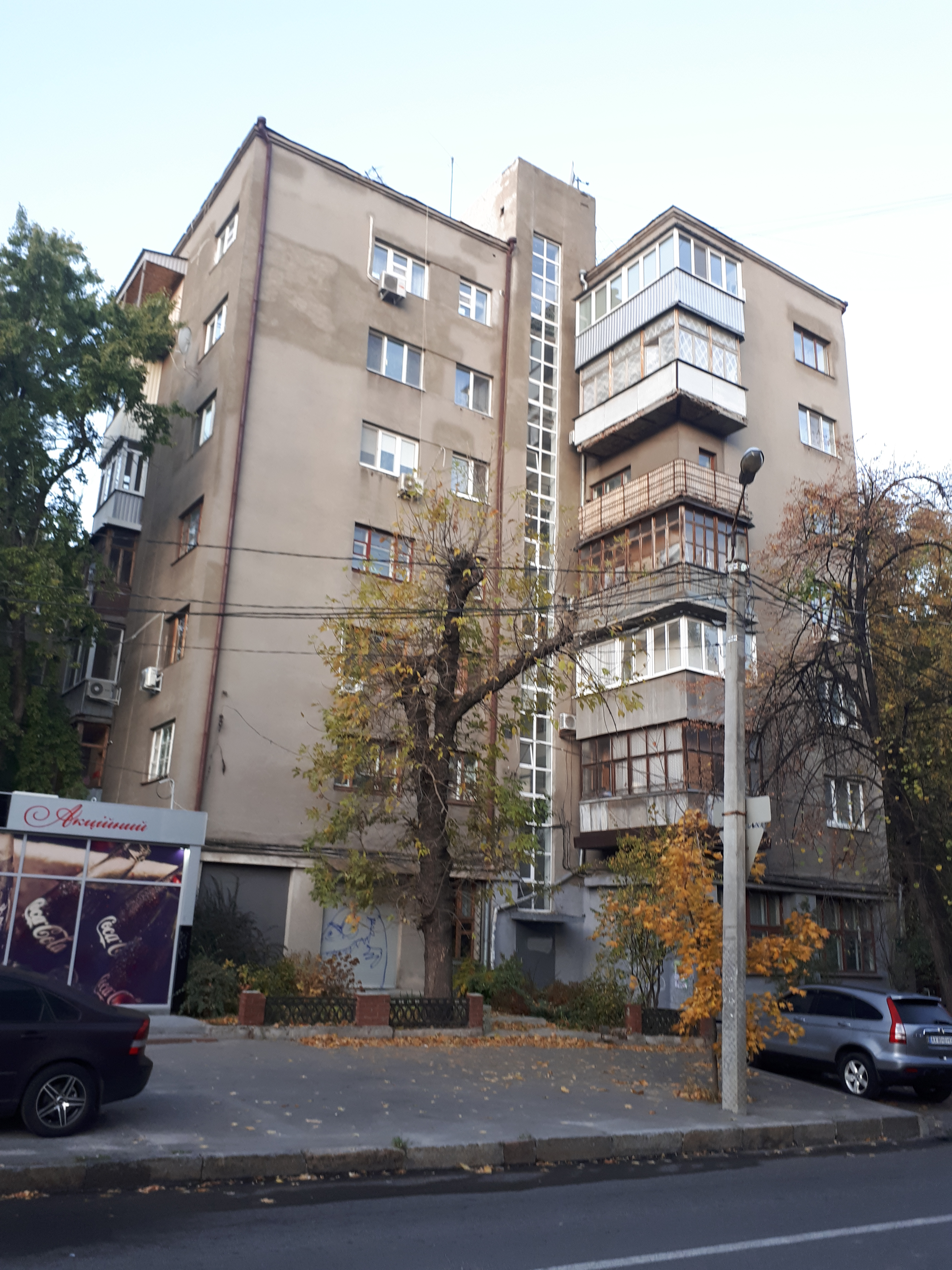
Жилой дом «Красный промышленник»
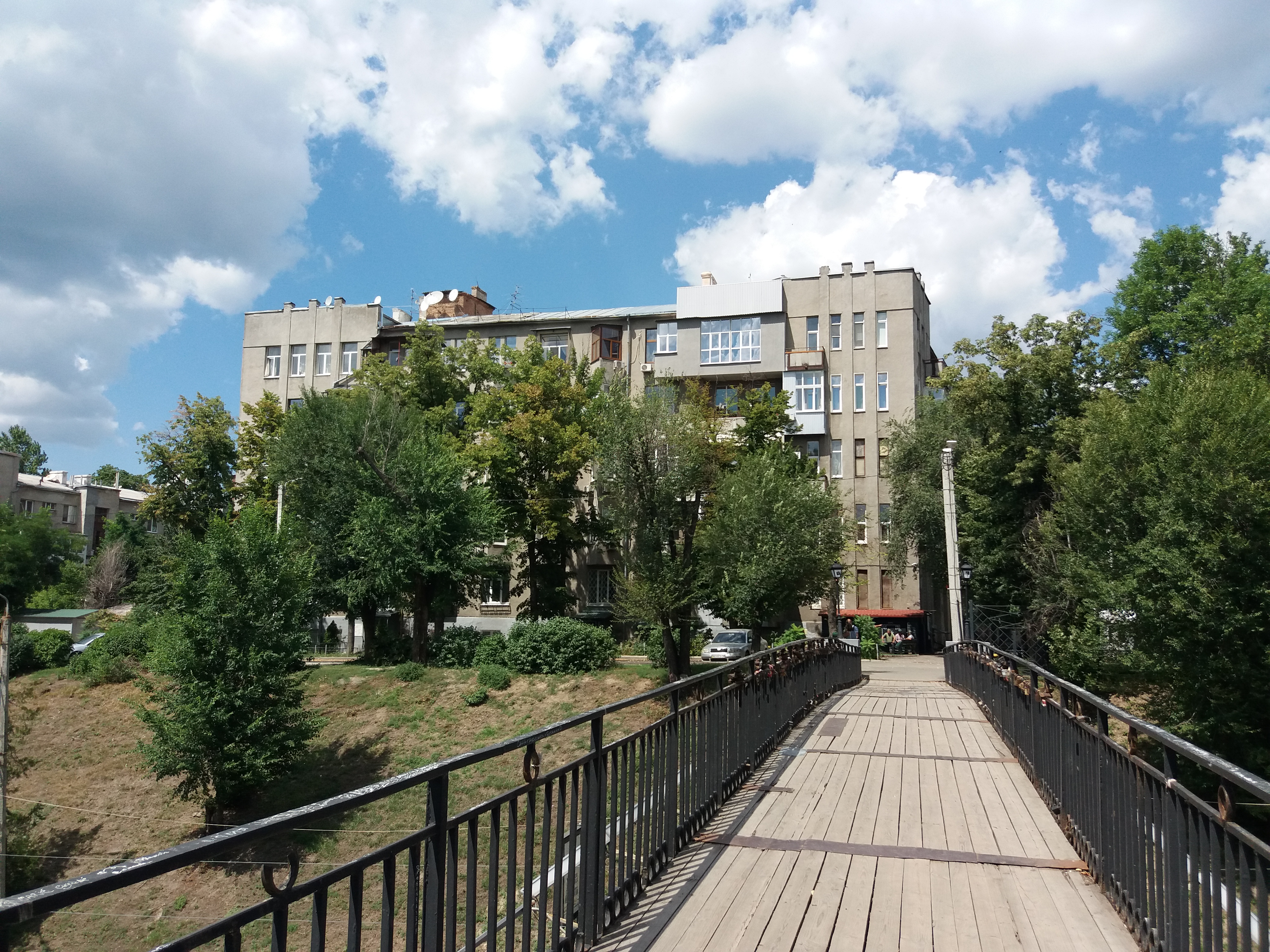
Дом «Табачник»
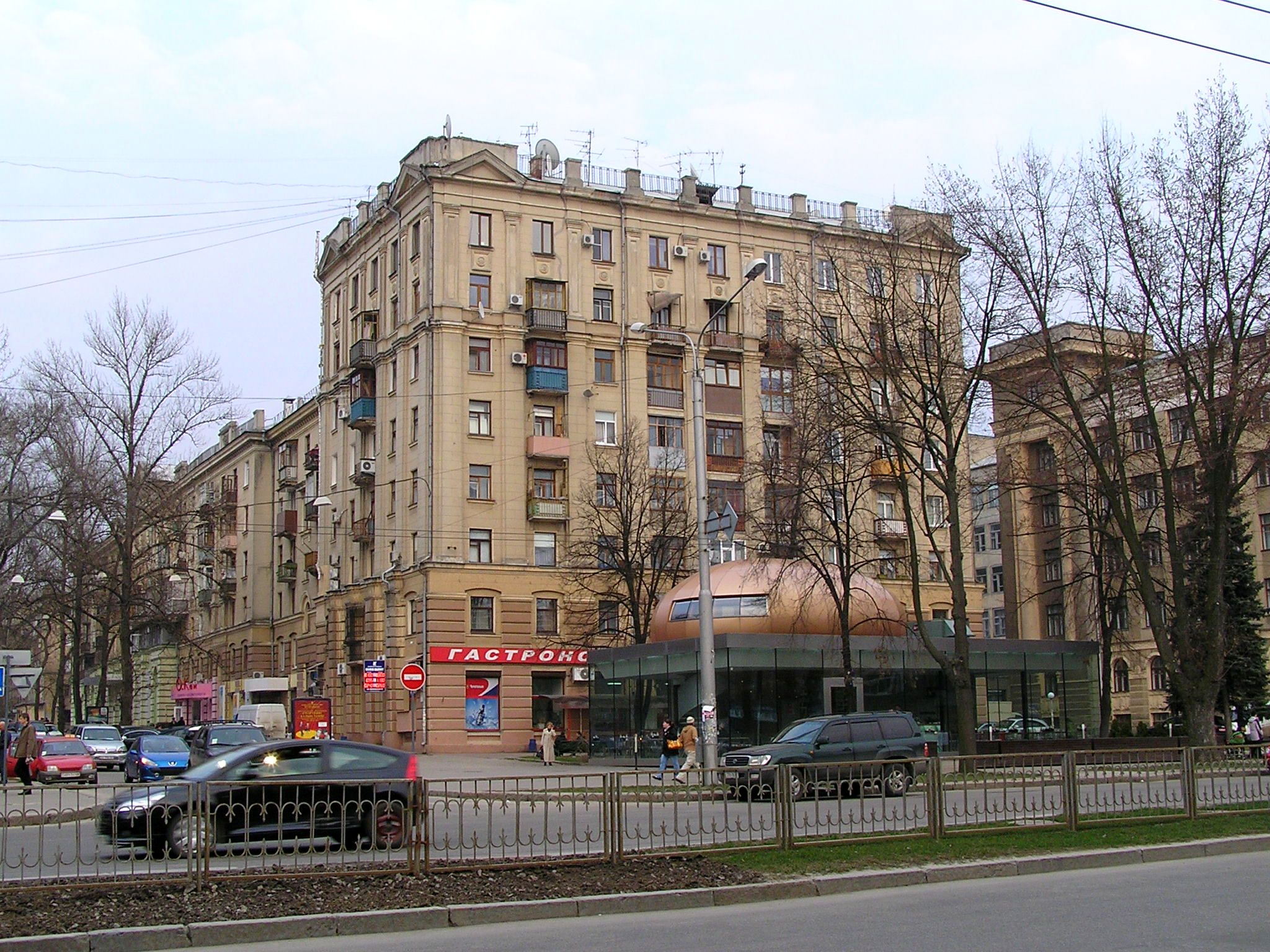
Жилой дом с магазином
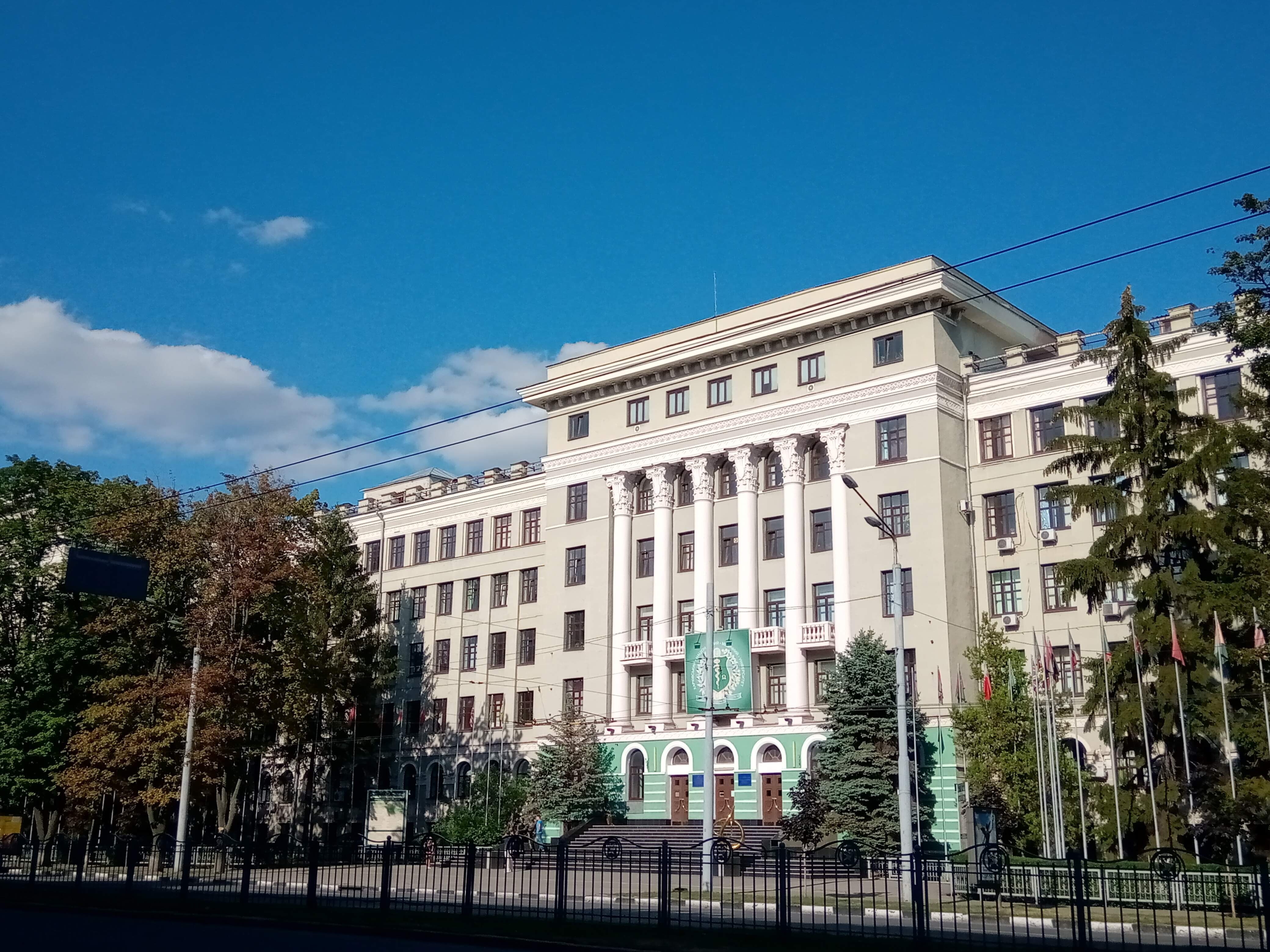
Харьковский медицинский университет
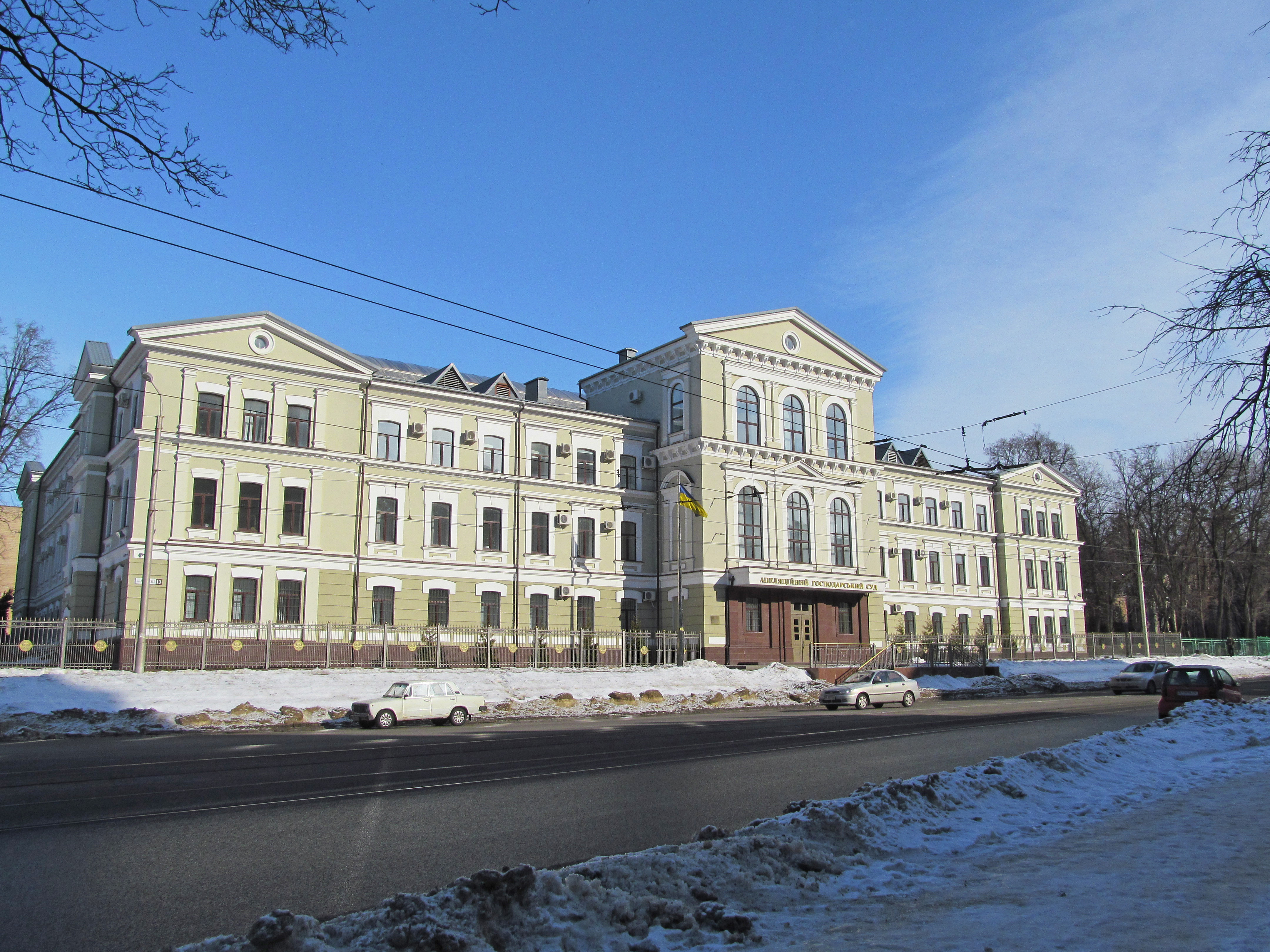
Харьковский апелляционный хозяйственный суд
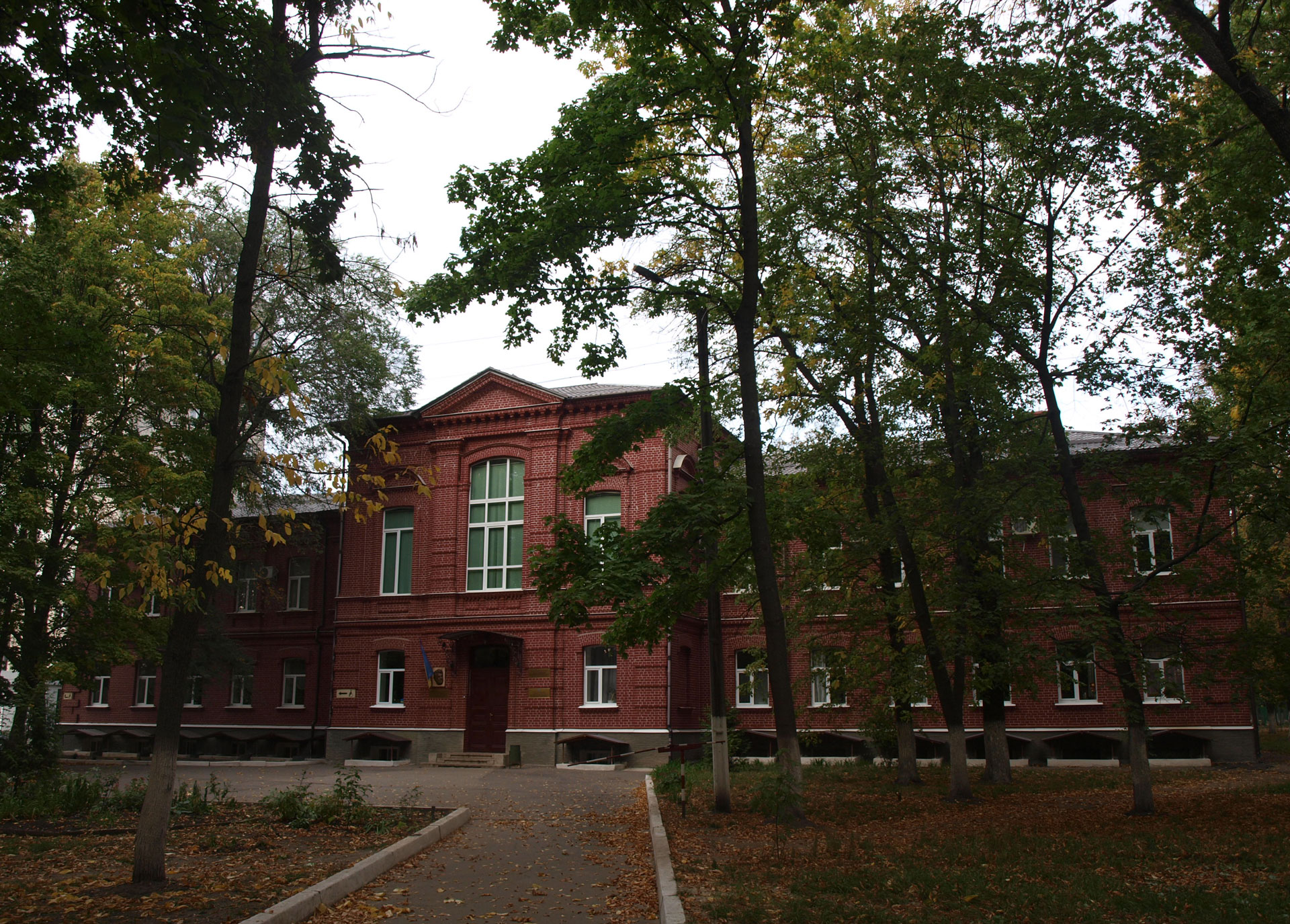
Одно из зданий областной клинической больницы
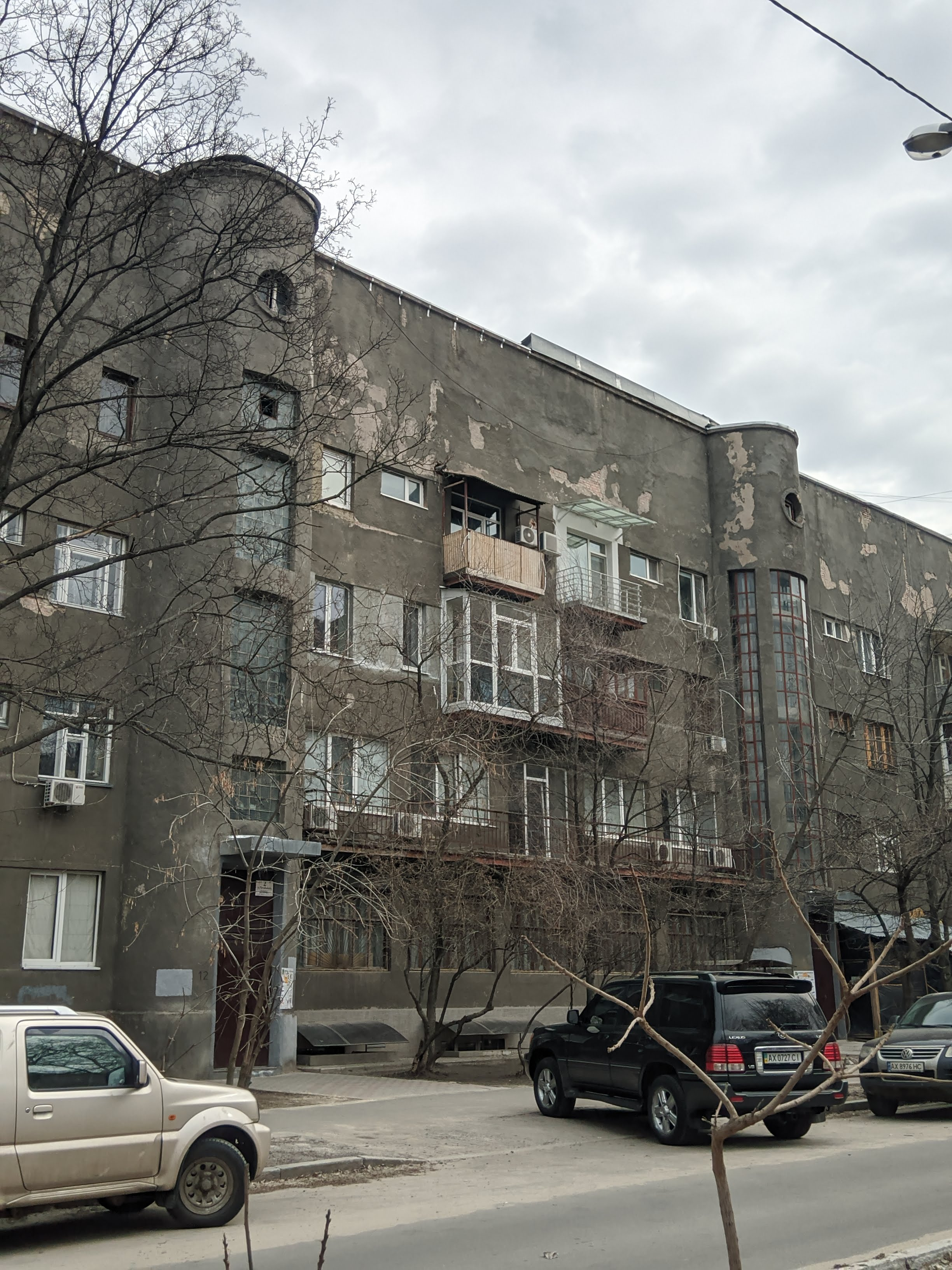
Улица Бориса Чичибабина, 2
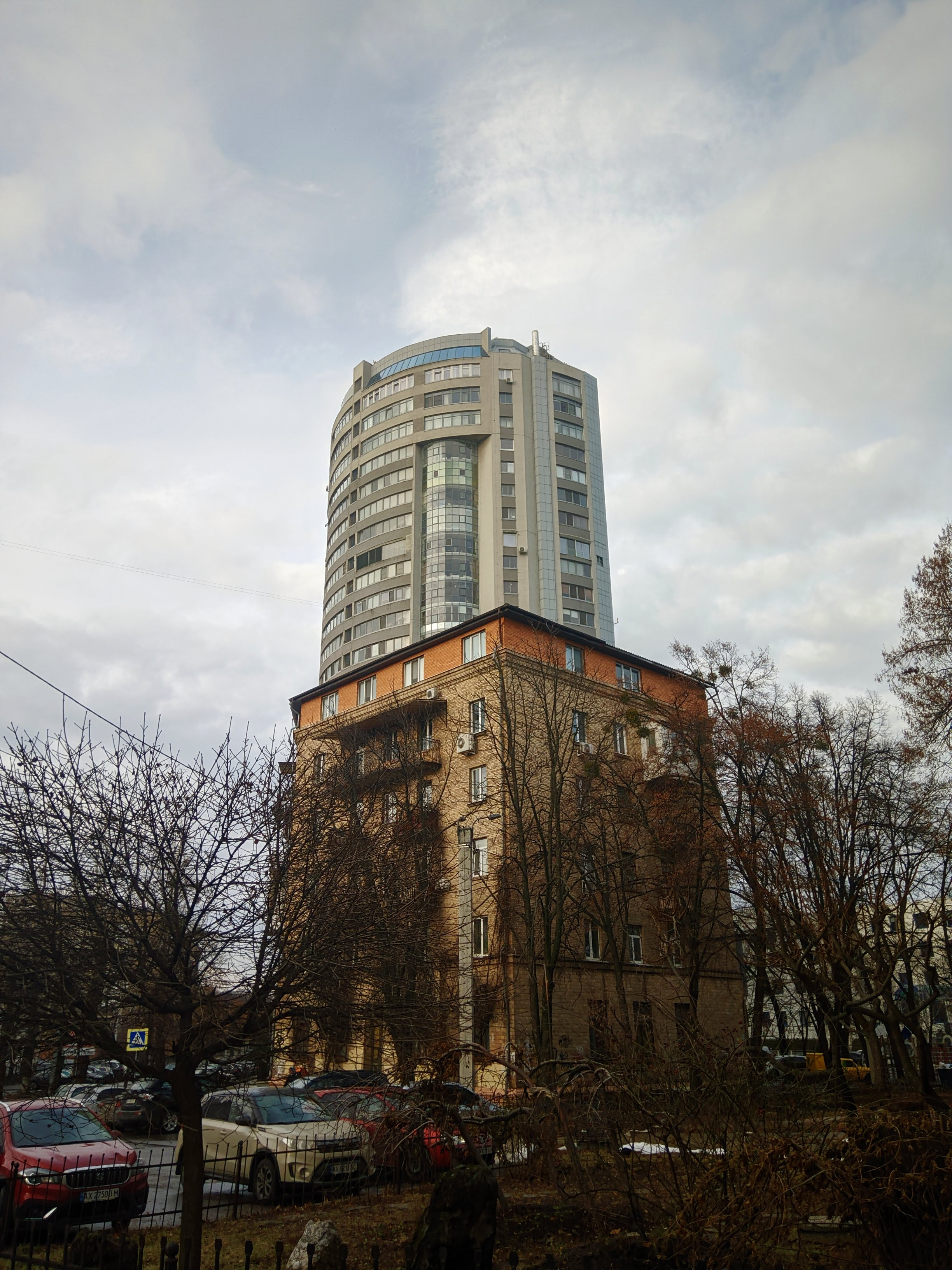
Дом Художников

## Памятники
- Памятник основателям Харькова

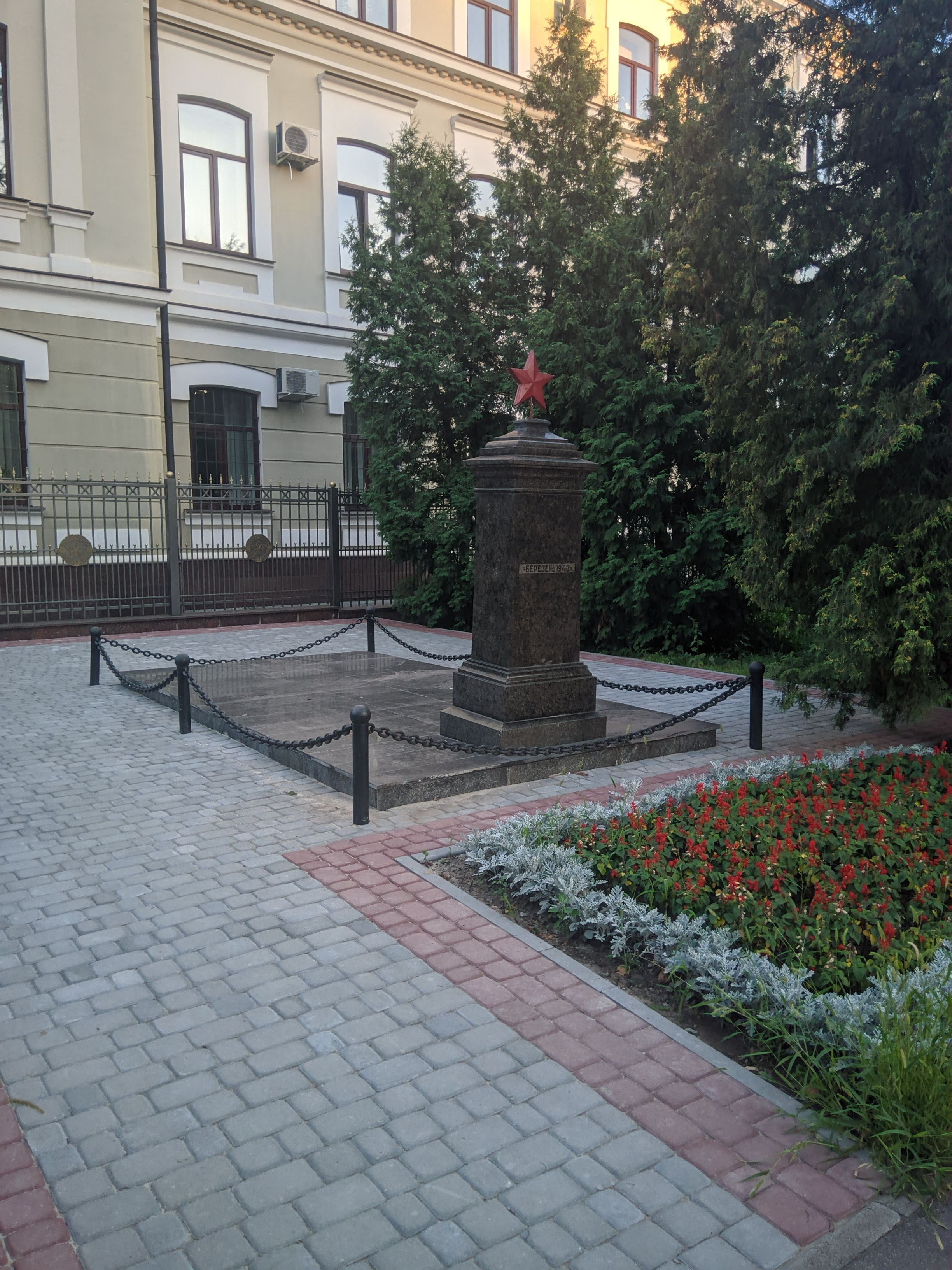
Братская могила жертв нацизма
- Скульптурные композициильвов и т.п. в сквере на улице Данилевского
- Братская могила жертв нацизма

- Братская могила жертв нацизма

## Образование

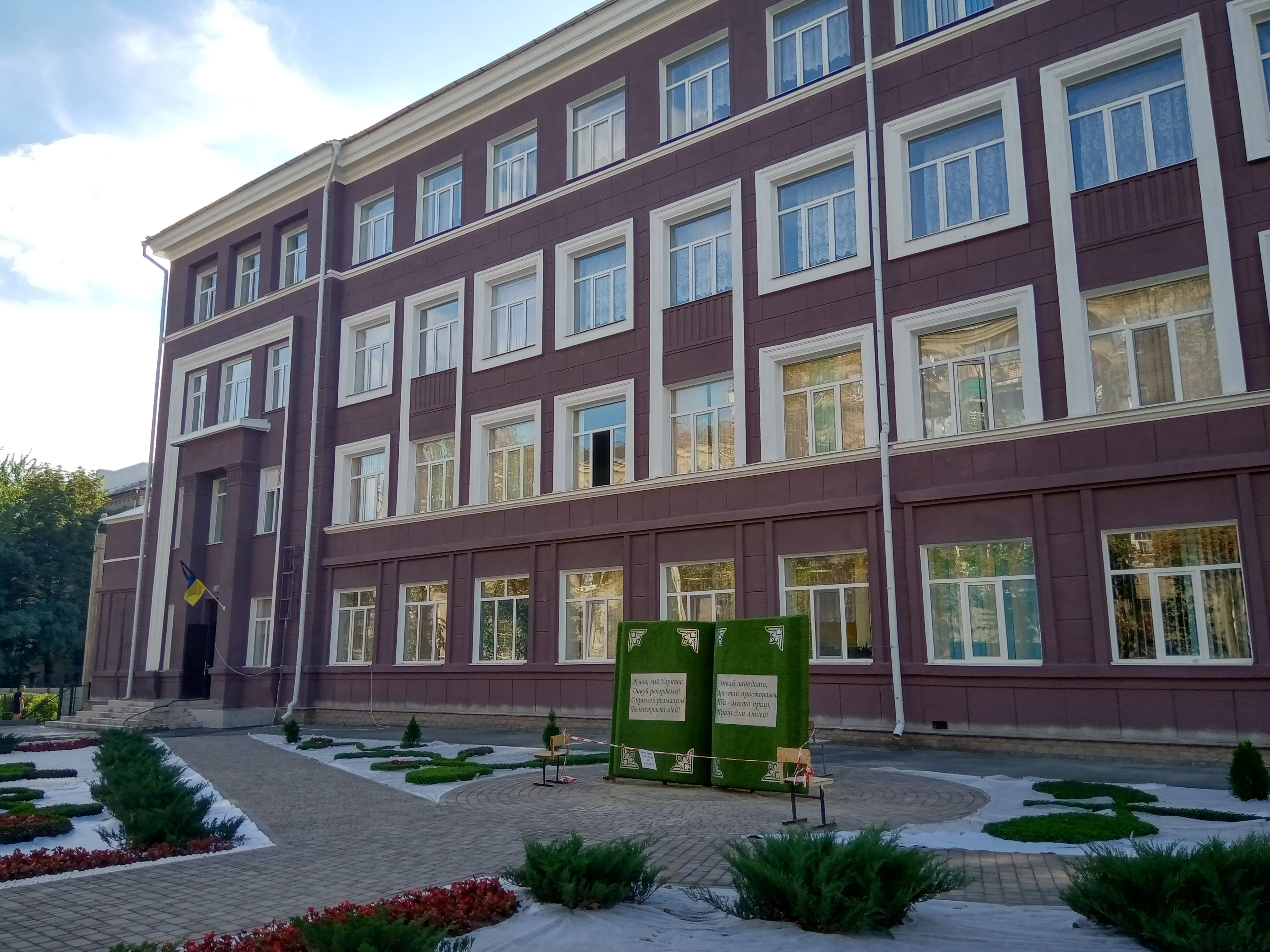
Харьковский лицей №105
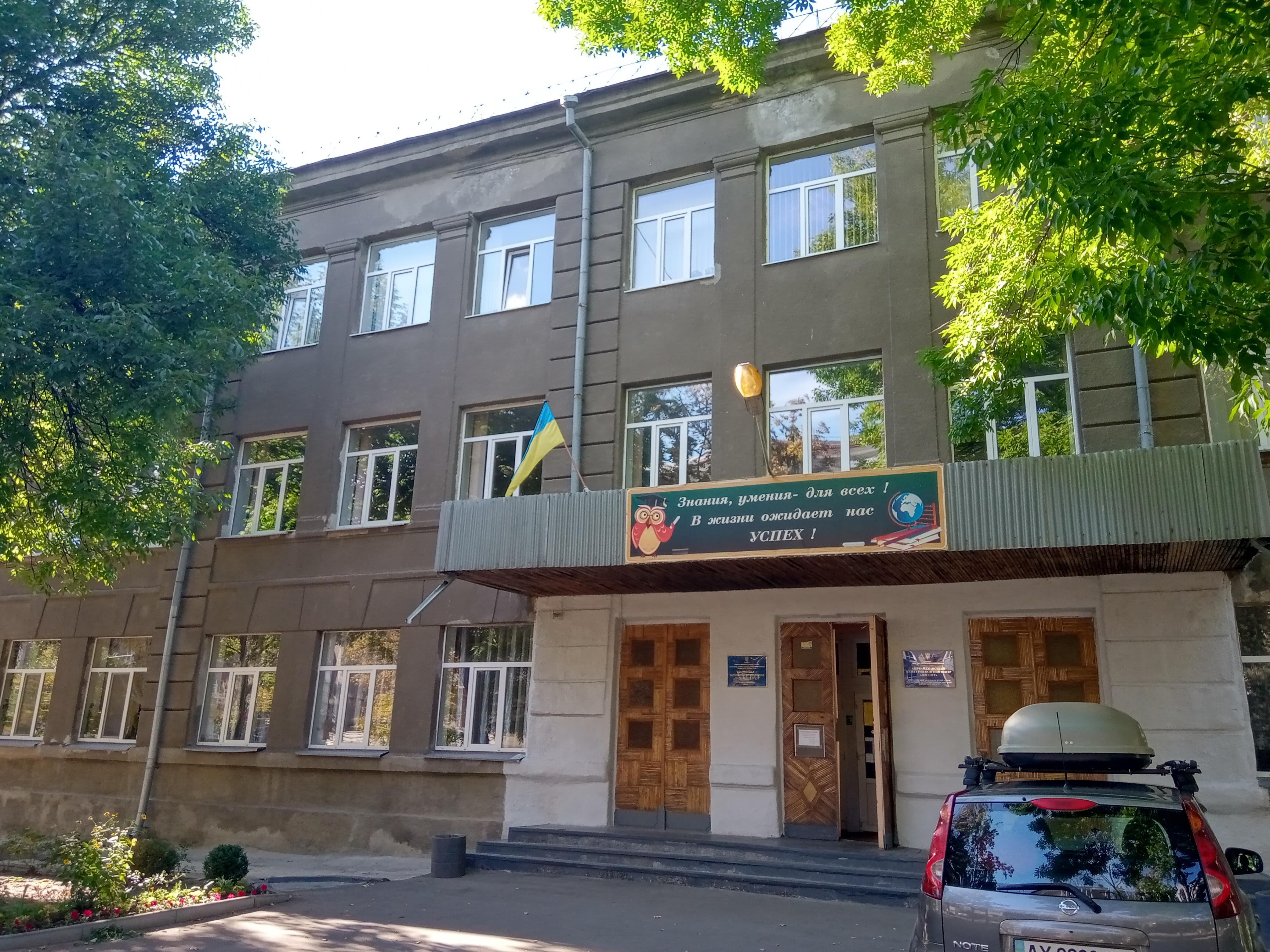
Харьковская общеобразовательная школа I-III ступеней № 131
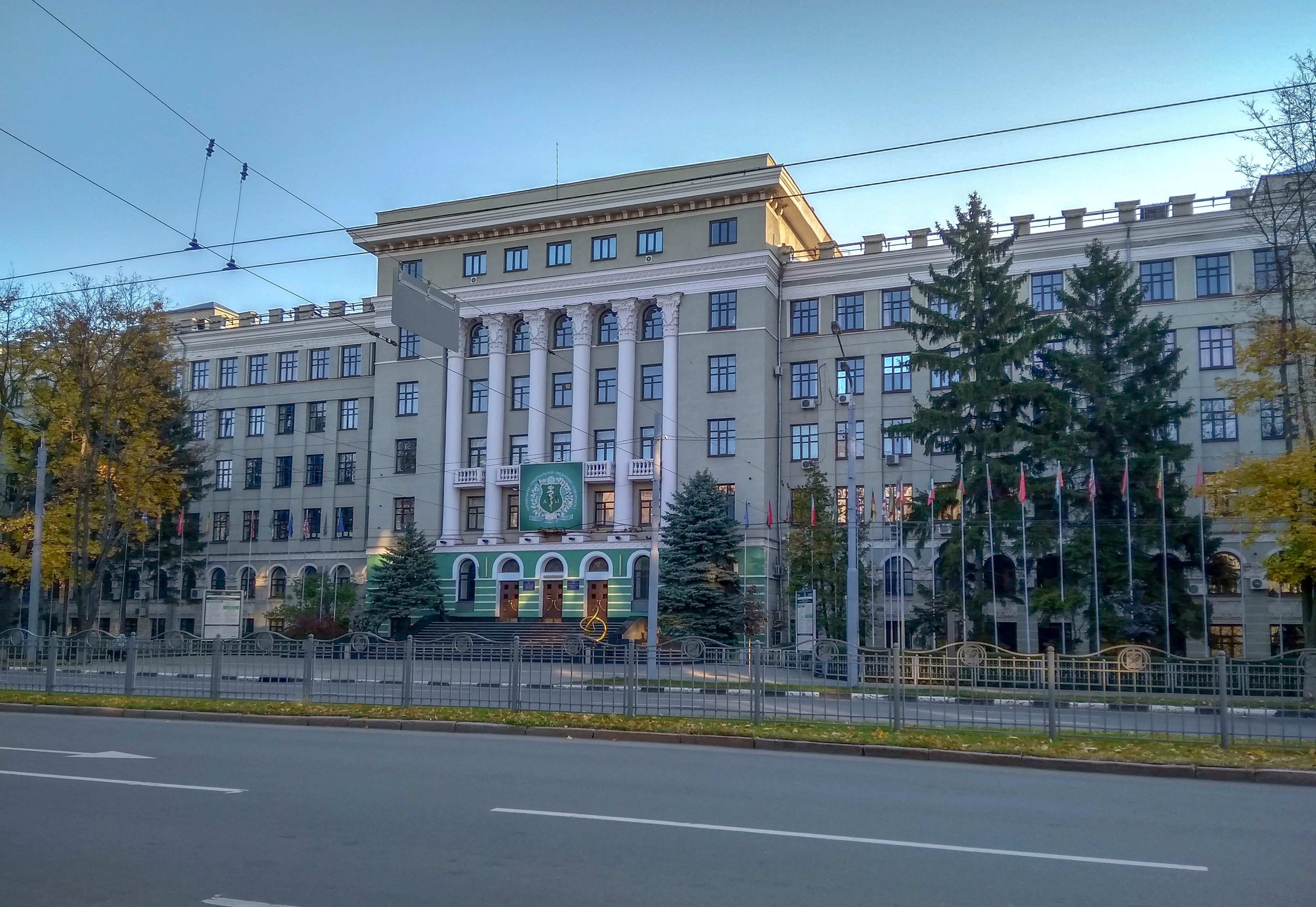
Харьковский национальный медицинский университет